# クレームフレーシュ

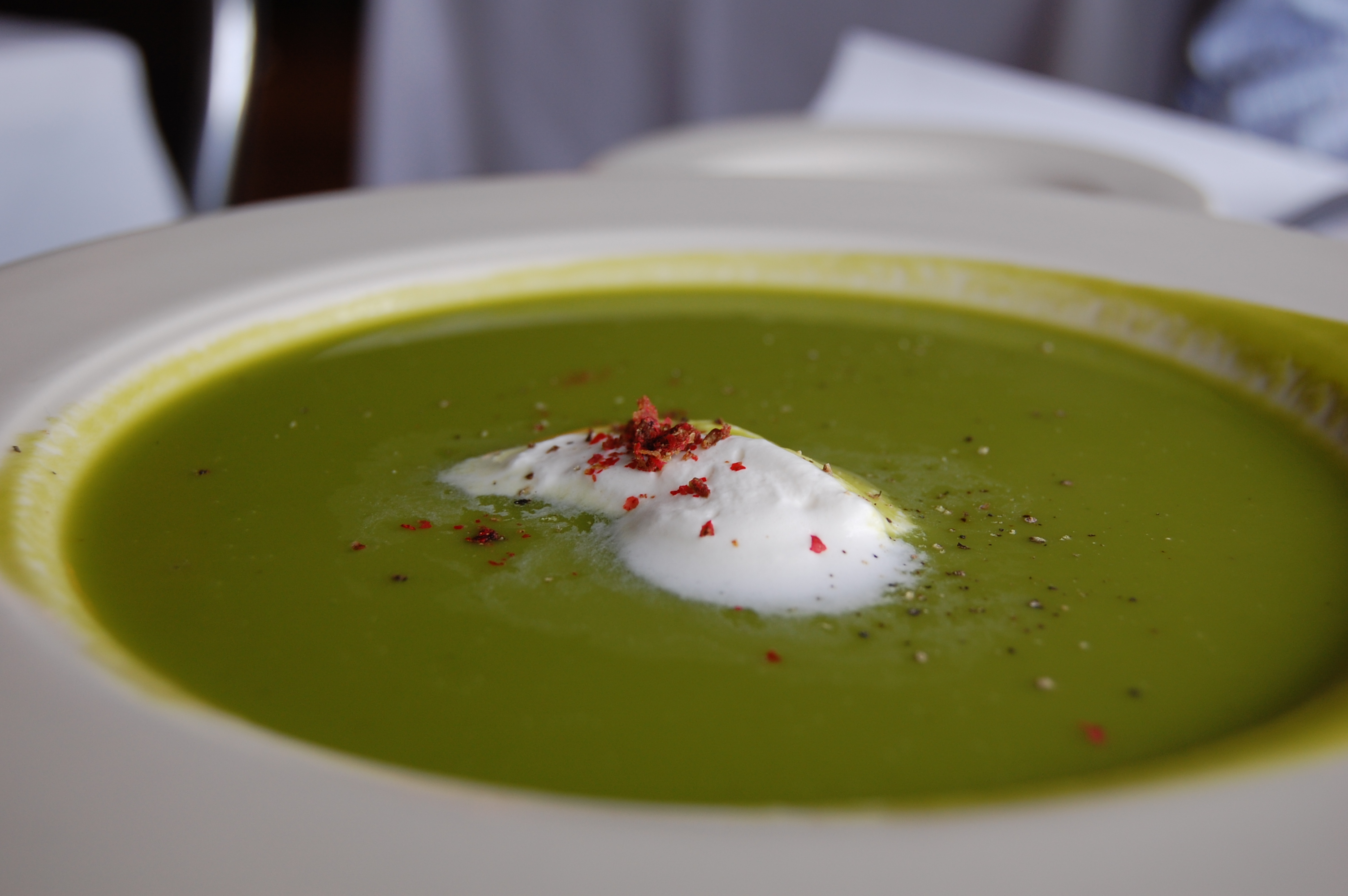
クレームフレーシュとピンクペッパーを浮かべた冷たいアスパラガスのスープ

クレームフレーシュ(crème fraîche)は、乳脂肪分約28%、pH約4.5のサワークリームの一種である。微生物による発酵の影響で酸性となっているが、いわゆるサワークリームよりも酸味や粘度は低く、脂肪分は多い。ヨーロッパの表示規制では、クリームと微生物以外のものが入っているものは認められない。
もともとフランスが由来であるが、今日では多くの国で入手できる。フランス、ルーマニア、ベルギー、オランダ、リトアニア、スカンジナビアでは伝統的に用いられる。1990年代から入手可能な地域が広がり、サワークリームがあまり使われていなかったイギリスでも人気となった。

## 言葉
フランス語圏では、crème fraîche épaisseという言葉は、濃く発酵したクリームまたは液体状のクリームの両方を意味する。ただし通常、注釈無しに用いた場合には、液体状のクリームcrème fraîche liquideまたは脂肪分の少ないクリームfleuretteを表し、濃いクリームのことはcrème épaisseと呼ぶ。しかしその他の国では、注釈無しにcrème fraîcheと呼ぶ場合、濃く発酵したクリームを指す場合もある。

## 製法
クレームフレーシュは、サワークリームとほぼ同様の製法で作られる。高い粘度を保つためには、いずれの過程にも注意を要する。
家庭では、脂肪分の多いクリームにさらに微生物で発酵させた乳脂肪かサワークリームを加え、濃度が高くなるまで置いておく。製法や微生物の種類によって、できあがりの状態は異なる。

## 歴史

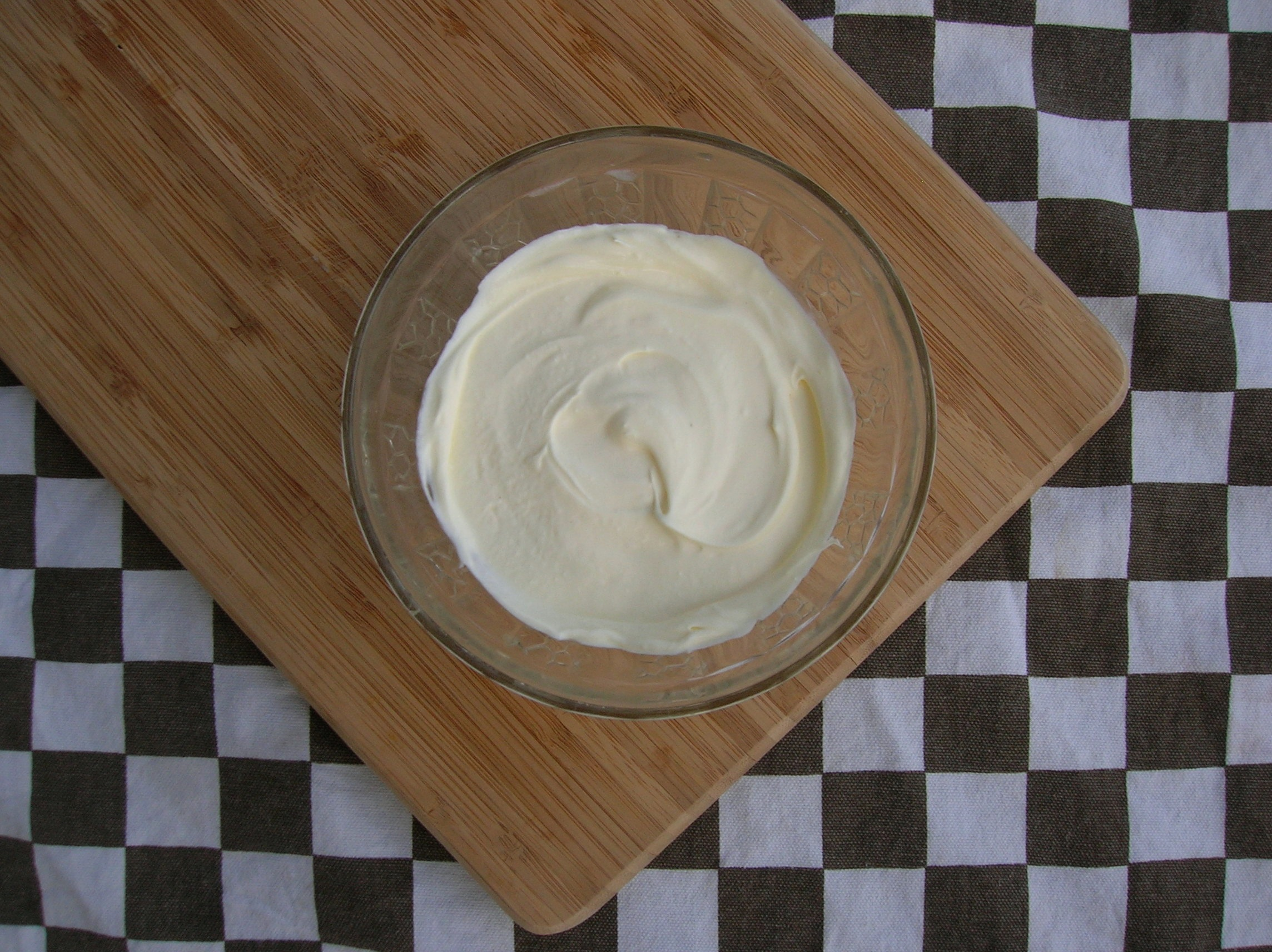
イシニークレーム

クレームフレーシュは、恐らくノルマンディー地方で生まれたものである。特にカルヴァドス県のイズィニ＝シュル＝メールで作られているイシニークレームは高く評価されており、1986年から唯一のAOCを取得している。現在では、ブルターニュ半島、ポワトゥー＝シャラント地域圏、ロレーヌ地域圏、シャンパーニュ＝アルデンヌ地域圏等のフランスの多くの街で作られている。
ウェールズ北部では、クレームフレーシュは、クリームとヨーグルトのかばん語であるクローグルト(croghurt)として知られている。

## 利用
クレームフレーシュは、加熱してもカードにならないため、フランス料理で温かい料理の仕上げのソースとして使われることが多い。

## 類似の製品
クラバーは、アメリカ合衆国南部で生の牛乳から作った類似の食品である。クレマ・メキシカーナ(Crema Mexicana)は、微生物で発酵させたサワークリームで、クレームフレーシュの手に入らない地域のスーパーマーケット等で購入することができる。
乳脂肪分が15%以下の「低脂肪クレームフレーシュ」と呼ばれる製品も市販されている。人工的に濃度が付けられており、加熱した時の安定性は少ない。

## 関連文献
- Harold McGee On Food and Cooking: The Science and Lore of The Kitchen (p. 49). New York: Scribner, 2004. ISBN 0-684-80001-2
- Lisbeth Meunier Goddik, "Sour Cream and Creme Fraiche" in Y. Hui Handbook of Food Science, Technology and Engineering (p. 179-6 to 179-7). Boca Raton, FL: CRC Press, 2006. ISBN 0-8493-9849-5. Article based on: Meunier-Goddik, Lisbeth (2004). Sour Cream and Creme Fraiche. doi:10.1201/9780203913550.ch8.